# Gilbert Hunt
Gilbert Hunt   (Washington DC, 4 de març de 1916 - Princeton, 30 de maig de 2008) va ser un matemàtic i tennista estatunidenc.
Hunt va començar els seus estudis de matemàtiques el 1934 a l'Institut de Tecnologia de Massachusetts, però als dos anys ho va deixar per dedicar-se a jugar al tennis. El 1938 va arribar als quarts de final de l'Open dels Estats Units de tennis (Flushing Meadows), derrotan pel camí el mític tennista Bobby Riggs. Aquest mateix any es va graduar a la universitat George Washington i va continuar estudis de postgrau a la universitat Brown, que van ser interromputs per la Segona Guerra Mundial, durant la qual va treballar pel servei meteorològic de l'exèrcit americà.
Acabada la guerra i després d'obtenir el doctorat el 1948 a la universitat de Princeton, va treballar alternativament a les universitats Cornell, Princeton i Institut d'Estudis Avançats de Princeton. A partir dels anys 1960's va anar perdent la vista a causa d'una degeneració macular.
L'especialització de Hunt va ser la teoria de la probabilitat i més especialment els processos estocàstics. Un tipus concret de procés fort de Markov que és quasi esquerra-continu porta el seu nom.